# Polar (estel variable cataclísmic)

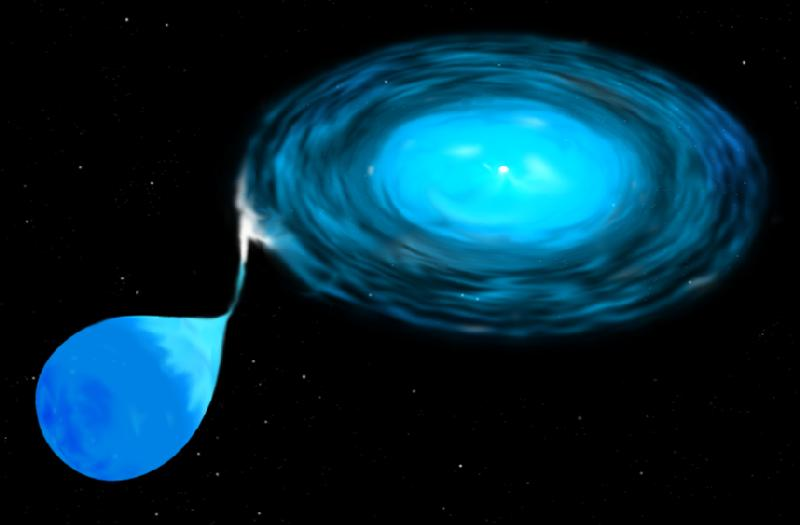
Esquema de sistema estel·lar binari amb el nan blanc al centre del disc i el flux de matèria

Un estel variable cataclísmic polar (també conegut com a estel AM Herculis) és un tipus de sistema d'estel binari variable cataclísmic amb camp magnètic molt fort.
En la majoria d'estels variables, la matèria de l'estel company de seqüència principal es veu despullar per un nan blanc en forma de disc d'acreció. En sistemes polars, el camp magnètic del nan blanc és tan fort que impedeix la formació d'un disc d'acreció. El gas que cau sobre el nan blanc forma un corrent d'acreció, seguint les línies del camp magnètic dipolar del nan blanc.
La força típica del camp magnètic dels sistemes de polars són entre 10 i 80 milions de gauss (1000–8000 tesles). L'estel AN Ursae Majoris té el camp magnètic més fort entre els estels variables cataclísmics, amb una força de camp de 230 milions de gauss (23 kT).
El nom de polar ve de la llum polaritzada de manera lineal i circular que produeix. La polarització és important per l'estudi de polars, ja que a través de l'estudi de la polarització es pot obtenir informació sobre la geometria del sistema d'estels.